# Black River Falls
Black River Falls é uma cidade localizada no estado norte-americano de Wisconsin, no Condado de Jackson.

## Demografia
Segundo o censo norte-americano de 2000, a sua população era de 3618 habitantes. 
Em 2006, foi estimada uma população de 3478, um decréscimo de 140 (-3.9%).

## Geografia
De acordo com o United States Census Bureau tem uma área de 
8,4 km², dos quais 8,2 km² cobertos por terra e 0,2 km² cobertos por água. Black River Falls localiza-se a aproximadamente 233 m acima do nível do mar.

## Localidades na vizinhança
O diagrama seguinte representa as localidades num raio de 24 km ao redor de Black River Falls. 